# Oreodytes kanoi
Oreodytes kanoi là một loài bọ cánh cứng trong họ Bọ nước. Loài này được Kamiya miêu tả khoa học năm 1938.